# Otto IV van Brandenburg
Otto IV van Brandenburg bijgenaamd met de Pijl (circa 1238 - 27 november 1308) was van 1266 tot 1308 mede-markgraaf van Brandenburg-Stendal. Hij behoorde tot het huis Ascaniërs.

## Levensloop
Otto IV was de tweede zoon van markgraaf Johan I van Brandenburg en Sophia van Denemarken, dochter van koning Waldemar II van Denemarken.
Na de dood van zijn vader in 1266 werden Otto IV met zijn broers Johan I, Koenraad I en Hendrik I markgraaf van Brandenburg-Stendal. Otto IV was de meest prominente van deze markgraven.
In 1269 accepteerden Otto IV en zijn broers hertog Mestwin II van Pommeren als hun vazal. Later kwam de hertog van Pommeren echter in verzet tegen de Brandenburgse soevereiniteit, wat tot een aantal vetes leidde. Uiteindelijk begon Mestwin II in 1278 samen met Bolesław de Vrome een militaire campagne tegen de markgraven van Brandenburg. 
In 1277 probeerde Otto IV om zijn jongere broer Erik tot aartsbisschop van Maagdenburg te laten verkiezen. De heer van Querfurt was daar echter tegen en schoof een andere kandidaat naar voor. Uiteindelijk werd als compromis Günther I van Schwalenberg tot aartsbisschop benoemd. Otto IV was daar echter niet tevreden mee en het kwam tot een jarenlang conflict met de kapittel van het aartsbisdom Maagdenburg. Otto werd zelfs gevangengenomen door hem in een kooi te lokken en na het betalen van een som van 400 pond zilver werd hij vrijgelaten.
In 1280 werd Otto IV bij een gevecht in Staßfurt geraakt door een pijl. Naar verluidt leefde hij daarna een tijd met een pijl die door zijn hoofd stak, wat voor zijn bijnaam zorgde. Uiteindelijk werd zijn broer Erik in 1283 toch nog tot aartsbisschop van Maagdenburg aangeduid, nadat paus Martinus IV zijn toestemming had gegeven.
In 1278 kwam zijn oom, koning Ottokar II van Bohemen, om het leven bij de slag bij Dürnkrut tegen Rooms-Duits koning Rudolf I van Habsburg, waarna Otto IV regent werd voor diens minderjarige zoon Wenceslaus II. Ook na het regentschap bleven Wenceslaus II en Otto IV nauw samenwerken.
In 1283 begon een alliantie van verschillende steden, hertog Mestwin II van Pommeren, vorst Vitslav II van Rügen en hertog Johan I van Saksen een oorlog tegen Brandenburg. In 1284 werd Brandenburg verslagen en in het daaropvolgende verdrag van Vierraden moesten Otto IV en zijn medeheersers de Pommerse gebieden die ze eerder veroverd hadden terug afstaan.
In 1290 kwam het in Brandenburg tot een intern conflict tussen Otto IV en zijn neef, markgraaf Otto V van Brandenburg-Salzwedel, die een alliantie had gevormd met de hertogen van Silezië uit het huis Piasten. Het conflict draaide in 1294 uit tot een oorlog. De oorlog werd in 1295 beëindigd nadat Rooms-Duits koning Adolf van Nassau had bemiddeld. Later dat jaar vormde Otto IV een alliantie met hertog Otto II van Brunswijk-Lüneburg.
In 1292, na de dood van Rooms-Duits koning Rudolf I van Habsburg, steunde Otto IV de verkiezing van Adolf van Nassau tot Rooms-Duits koning. Otto IV werd in deze beslissing gesteund door koning Wenceslaus II van Bohemen, boegbeeld van het anti-Habsburgkamp en tegenstander van Albrecht I van Habsburg, de tegenkandidaat van Adolf van Nassau.
In 1292 kocht Otto IV eveneens het markgraafschap Landsberg en het paltsgraaf van Saksen en in 1303 kocht hij het markgraafschap Neder-Lausitz, waarmee Brandenburg verder kon uitbreiden.
In 1296 begon Brandenburg een oorlog tegen koning Przemysł II van Polen, die Pommeren had veroverd. Brandenburg eiste namelijk Pommeren op om zo toegang te hebben tot de Oostzee. De oorlog was echter onsuccesvol. In 1298 was hij dan weer een voorstander van de afzetting van Adolf van Nassau als Rooms-Duits koning, maar weigerde hij de militaire campagne tegen Adolf te ondersteunen. 
Otto IV was ook betrokken in vetes met heer Nicolaas I van Rostock, vorst Vitslav II van Rügen, hertog Hendrik I van Brunswijk-Grubenhagen, hertog Albrecht II van Brunswijk-Wolfenbüttel en de bisschoppen van Brandenburg en Havelberg. De conflicten met de bisschoppen zouden ertoe leiden dat er een interdict over hem werd uitgesproken.
Daarnaast was hij ook actief als minstreel en schreef hij liederen in het Opperduits, waarvan er zeven bewaard zijn gebleven. Na zijn dood werd hij begraven in de abdij van Chorin.

## Huwelijken
Otto IV huwde tweemaal, maar zijn beide huwelijken bleven kinderloos. Eerst huwde hij in 1262 met Heilwig, dochter van graaf Johan I van Holstein-Kiel. Zij stierf in 1305. In 1308 hertrouwde hij met Jutta, dochter van graaf Berthold VIII van Henneberg. Zijn tweede echtgenote overleefde hem en stierf in 1315.

## Voorouders
| Voorouders van Otto IV van Brandenburg | Voorouders van Otto IV van Brandenburg                                    | Voorouders van Otto IV van Brandenburg                                    | Voorouders van Otto IV van Brandenburg                                    | Voorouders van Otto IV van Brandenburg                                    | Voorouders van Otto IV van Brandenburg                                       | Voorouders van Otto IV van Brandenburg                                       | Voorouders van Otto IV van Brandenburg                                                | Voorouders van Otto IV van Brandenburg                                                |
| -------------------------------------- | ------------------------------------------------------------------------- | ------------------------------------------------------------------------- | ------------------------------------------------------------------------- | ------------------------------------------------------------------------- | ---------------------------------------------------------------------------- | ---------------------------------------------------------------------------- | ------------------------------------------------------------------------------------- | ------------------------------------------------------------------------------------- |
| Overgrootouders                        | Otto I van Brandenburg (1127-1184) ∞ Adelheid (-)                         | Otto I van Brandenburg (1127-1184) ∞ Adelheid (-)                         | Koenraad II van Lausitz (1159-1210) ∞ Elisabeth van Polen (1152-1209)     | Koenraad II van Lausitz (1159-1210) ∞ Elisabeth van Polen (1152-1209)     | Waldemar I van Denemarken (1131-1182) ∞ Sophia van Minsk (1141-1198)         | Waldemar I van Denemarken (1131-1182) ∞ Sophia van Minsk (1141-1198)         | Ramon Berenguer IV van Barcelona (1113-1162) ∞ 1150 Petronella van Aragón (1135–1174) | Ramon Berenguer IV van Barcelona (1113-1162) ∞ 1150 Petronella van Aragón (1135–1174) |
| Grootouders                            | Albrecht II van Brandenburg (1175-1220) ∞ Mathilde van de Lausitz (-1255) | Albrecht II van Brandenburg (1175-1220) ∞ Mathilde van de Lausitz (-1255) | Albrecht II van Brandenburg (1175-1220) ∞ Mathilde van de Lausitz (-1255) | Albrecht II van Brandenburg (1175-1220) ∞ Mathilde van de Lausitz (-1255) | Waldemar II van Denemarken (1170-1241) ∞ Berengaria van Portugal (1198-1221) | Waldemar II van Denemarken (1170-1241) ∞ Berengaria van Portugal (1198-1221) | Waldemar II van Denemarken (1170-1241) ∞ Berengaria van Portugal (1198-1221)          | Waldemar II van Denemarken (1170-1241) ∞ Berengaria van Portugal (1198-1221)          |
| Ouders                                 | Johan I van Brandenburg (1213-1266) ∞ Sophia van Denemarken (1217-1247)   | Johan I van Brandenburg (1213-1266) ∞ Sophia van Denemarken (1217-1247)   | Johan I van Brandenburg (1213-1266) ∞ Sophia van Denemarken (1217-1247)   | Johan I van Brandenburg (1213-1266) ∞ Sophia van Denemarken (1217-1247)   | Johan I van Brandenburg (1213-1266) ∞ Sophia van Denemarken (1217-1247)      | Johan I van Brandenburg (1213-1266) ∞ Sophia van Denemarken (1217-1247)      | Johan I van Brandenburg (1213-1266) ∞ Sophia van Denemarken (1217-1247)               | Johan I van Brandenburg (1213-1266) ∞ Sophia van Denemarken (1217-1247)               |
| Otto IV van Brandenburg (1238-1308)    |                                                                           |                                                                           |                                                                           |                                                                           |                                                                              |                                                                              |                                                                                       |                                                                                       |